# 도시인 (드라마)
도시인은 MBC에서 방영되었던 문화방송 드라마이며 최초 작가였던 이윤택 연극인의 실제 체험을 모델로 했는데 남녀직장인의 사랑문제들을 멜로드라마 형식으로 다뤄왔으나 최초 집필자 이윤택 작가와 최초 연출자 신호균 PD가 빠진 뒤 직장여성 드라마로 변신을 시도했다.
하지만, 직장인들의 일상을 잘 보여주기보다는 억지로 만든 사건이나 남녀간의 애정문제에 치우져 있다는 평가를 받아왔고 극중 김문무 역을 맡았던 김진태가 음주운전을 단속하던 경관을 때려 전치 10일간의 상처를 입혔음에도 계속 출연해 따끔한 눈초리를 샀다.

## 제작진
- 극본 : 이윤택 -> 최순식
- 연출 : 신호균 -> 이은규

## 출연진
- 최수종 : 최치원
- 배종옥 : 은경표
- 음정희 :
- 강문영 : 강나영
- 정한용 : 정몽개
- 송영창 : 송영규 (중도합류)
- 서갑숙 : 서갑순 (중도하차)
- 김혜리 : 김애라(키메라) (중도합류)
- 김진태 : 김문무
- 나문희
- 노영국
- 맹상훈
- 심양홍
- 이남희